# Pisarovo (Pleven)
Pisarovo (búlgaro: Писаро̀во) es un pueblo de Bulgaria perteneciente al municipio de Ískar de la provincia de Pleven.
Se ubica en la periferia meridional de la capital municipal Ískar, sobre la carretera 1308.
Se conoce la existencia de la localidad desde el siglo XVI. El pueblo celebra sus fiestas principales el 2 de mayo y en la última semana de octubre.

## Demografía
En 2011 tenía 836 habitantes, de los cuales el 94,97% eran étnicamente búlgaros y el 3,46% turcos.
En anteriores censos su población ha sido la siguiente:
| Gráfica de evolución demográfica de Pisarovo entre 1934 y 2011 |
|                                                                |